# Weihui
Weihui (卫辉 ; pinyin : Wèihuī) est une ville de la province du Henan en Chine. C'est une ville-district placée sous la juridiction administrative de la ville-préfecture de Xinxiang.

## Démographie
La population du district était de 477 835 habitants en 1999.